# Gottlieb (nome)
Gottlieb  è un nome proprio di persona tedesco maschile.

## Varianti in altre lingue
- Germanico: Gotelieb[1]
  - Femminili: Godeliva[1], Godeleva
- Olandese
  - Femminili: Godelieve (fiammingo)[2]
  - Diminutivi femminili: Lieve[2]

## Origine e diffusione
Deriva dal germanico Gotelieb, composto dagli elementi god ("dio", da cui anche Gottardo, Godwin, Goffredo e Traugott) e leub ("amore", presente anche in Leopardo). È quindi analogo dal punto di vista semantico ai prenomi Teofilo, Filoteo e Amedeo.

## Onomastico
L'onomastico si può festeggiare il 30 luglio in memoria di santa Godeleva, martire a Gistel.

## Persone

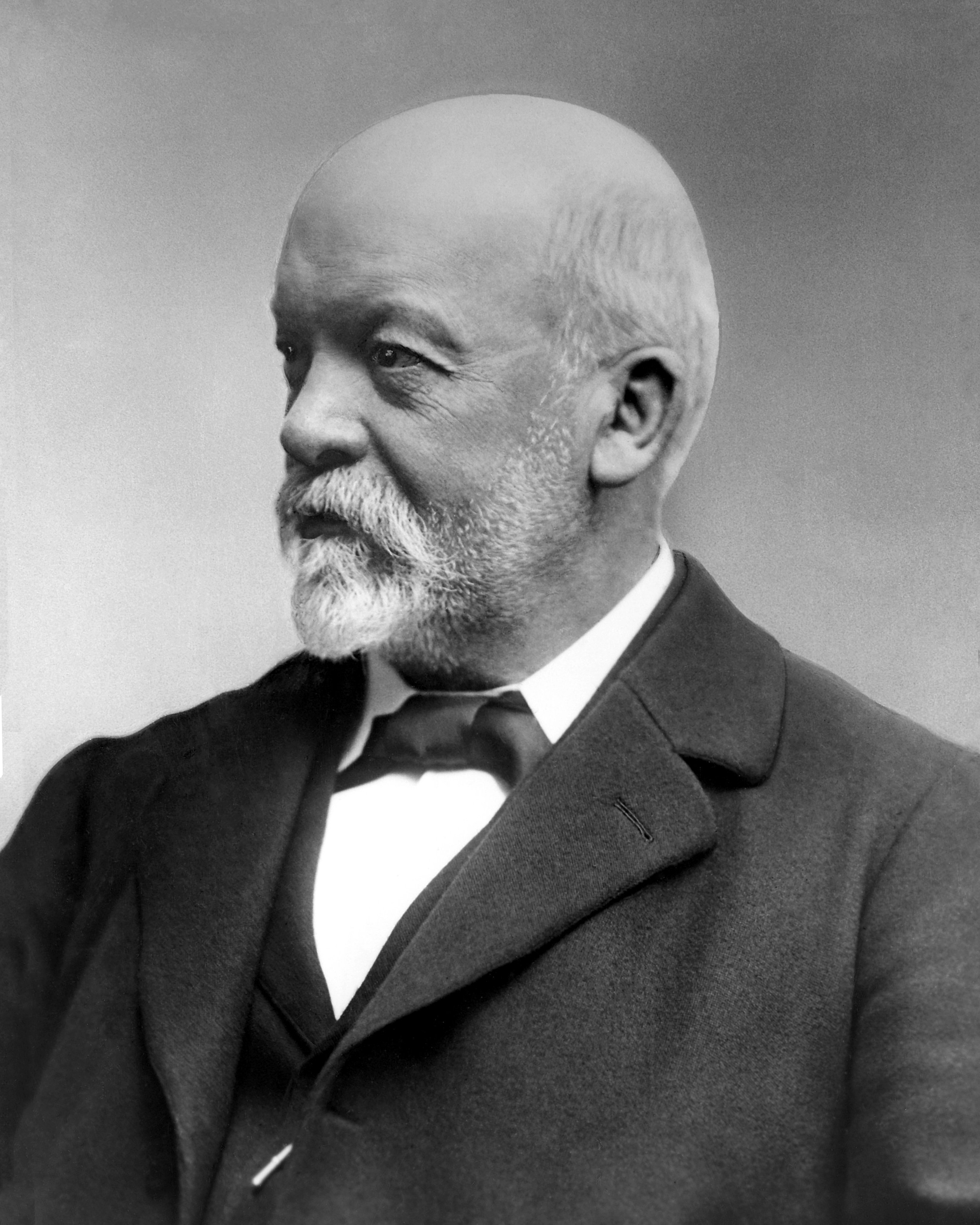
Gottlieb Daimler

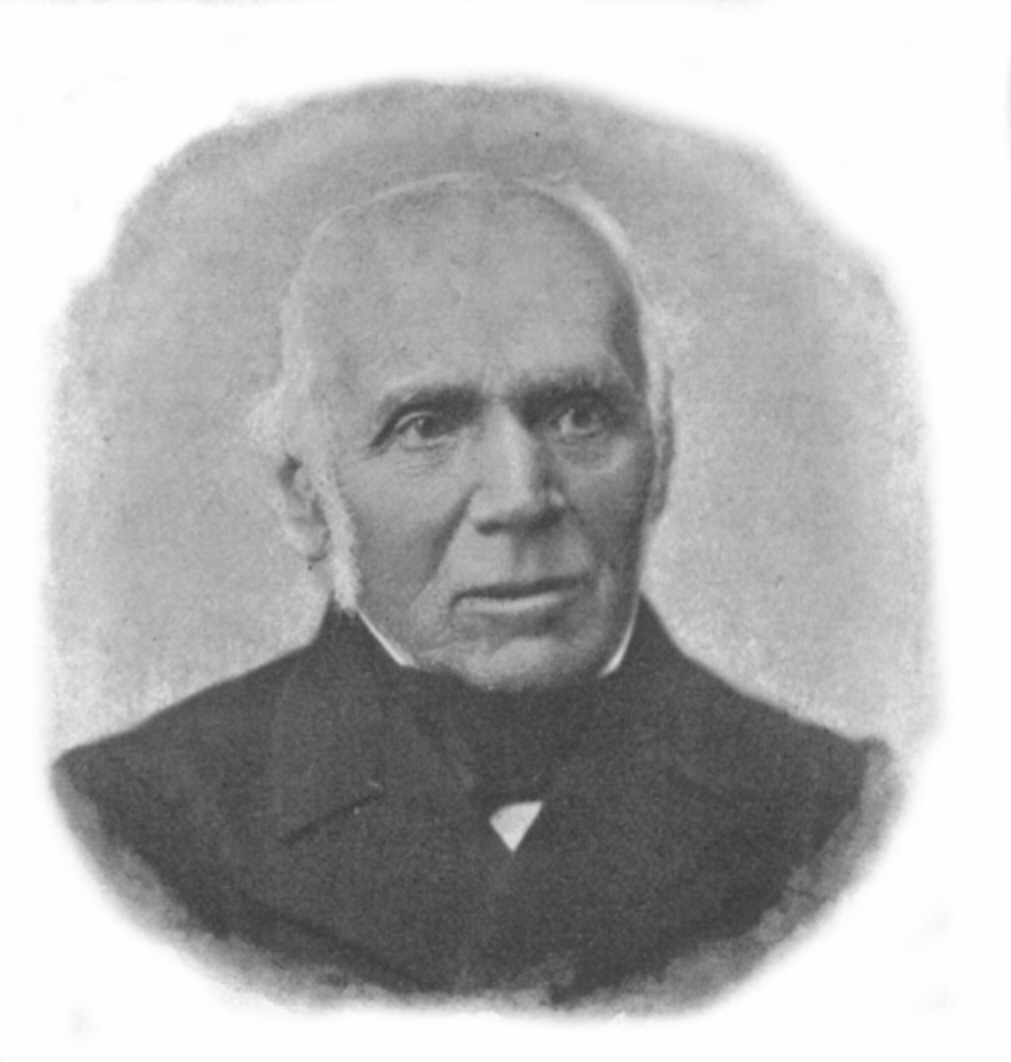
Gottlieb Samuel Studer

- Alexander Gottlieb Baumgarten, filosofo tedesco
- Gottlieb Daimler, ingegnere e imprenditore tedesco
- Gottlieb Duttweiler, imprenditore e politico svizzero
- Johann Gottlieb Fichte, filosofo tedesco
- Karl Wilhelm Gottlieb Leopold Fuckel, micologo tedesco
- Johan Gottlieb Gahn, chimico svedese
- Jan Gottlieb Glauber, pittore e incisore olandese
- Johann Gottlieb Goldberg, compositore, clavicembalista e organista tedesco
- Johann Gottlieb Graun, compositore tedesco
- Gottlieb August Wilhelm Herrich-Schäffer, entomologo, botanico e medico tedesco
- Friedrich Gottlieb Klopstock, poeta e drammaturgo tedesco
- Johann Gottlieb Naumann, compositore tedesco
- Paul Gottlieb Nipkow, inventore tedesco
- Carl Gottlieb Reißiger, compositore tedesco
- Johann Gottlieb Stephanie, drammaturgo e librettista austriaco
- Gottlieb Conrad Christian Storr, medico e naturalista tedesco
- Gottlieb Samuel Studer, alpinista svizzero
- Gottlieb Taschler, biatleta e allenatore di biathlon italiano
- Fabian Gottlieb von Bellingshausen, esploratore e militare russo
- Gottlieb von Jagow, politico tedesco
- Friedrich Gottlieb Welcker, filologo e archeologo tedesco